# بوبي موينيهان
روبيرت «بوبي» موينيهان (بالإنجليزية: Robert "Bobby" Moynihan) مواليد (31 يناير، 1977)، ممثل وكوميدي أمريكي. إشتهر بدوره في برنامج المنوعات الكوميدي ساترداي نايت لايف على قناة «NBC»، منذ (2008).

## نشأته
ولد موينيهان في إيستشستر، نيويورك، والدتهُ جولي ووالدهُ روبيرت الاب. إرتادَ مدرسة إيستشستر هاي الثانوية وجامعة كونيتيكت حيث تخصص بالمسرح.

## سيرته الفنية

### سينما
- جامعة المرعبين (2013)
- البالغون 2 (2013)
- ديليفيري مان (2013)
- آني (2014)
- قلبا وقالبا (2015)
- تيد 2 (2015)
- الأخوات (2015)
- الحياة السرية للحيوانات الأليفة (2016)
- الحياة السرية للحيوانات الأليفة 2 (2019)

### تلفاز
- ساترداي نايت لايف (2008-الآن)
- النهايات السعيدة (2012)
- 30 روك (2012)
- فتيات (2012)
- بورتلانديا (2012)
- عائلة سيمبسون (2015)
- نتفليكس تقدم: الشخصيات (2016)

## وصلات خارجية
- بوبي موينيهان على موقع IMDb (الإنجليزية)
- بوبي موينيهان على موقع ألو سيني (الفرنسية)
- بوبي موينيهان على موقع ميوزك برينز (الإنجليزية)
- بوبي موينيهان على موقع أول موفي (الإنجليزية)
- بوبي موينيهان على موقع قاعدة بيانات الأفلام السويدية (السويدية)
- بوبي موينيهان على موقع ديسكوغز (الإنجليزية)
- بوبي موينيهان على موقع قاعدة بيانات الفيلم (الإنجليزية)
- بوبي موينيهان على موقع كينوبويسك (الروسية)